# Ендру Хејг
Ендру Хејг (фр. Andrew Haigh; Харогејт, 7. март 1973) је енглески редитељ, сценариста и продуцент. Дебитовао је краткометражним филмом Уље 2003. Свој први дугометражни филм Грк Пит премијерно је приказао 2008. на Геј и лезбејском филмском фестивалу. Филм се одиграва у Лондону и хронолошки приказује годину дана живота жигола Пита.
Пажњу критичара и јавности привукао је режијом и сценаријем за филм Викенд, који говори о дводневној вези два мушкарца, приказујући многобројне аспекте и проблеме савремених хомосексуалних веза. Креатор је Мувања, Ејч-Би-Оу-ове телевизијске серије о животу тројице пријатеља у Сан Франциску.
Хејгов следећи филм 45 година, такмичио се на Берлинском фестивалу 2015, где су Шарлот Ремплинг и Том Кортни освојили сребрног медведа за најбољу глумицу односно глумца. Заплет се темељи на психолошком приказу старијег брачног пара, чији брак почиње да се распада под утицајем догађаја из далеке прошлости.
Ожењен је књижевником Ендруом Морвудом.